# Retenue de Los Bermejales
La retenue de Los Bermejales est un lac de barrage situé à Arenas del Rey, dans la province de Grenade, en Andalousie, en Espagne.